# Heulandita
La heulandita es un grupo de cinco minerales distintos con el mismo nombre, pertenecen todos ellos a la clase de los tectosilicatos y dentro de esta al "grupo de las  zeolitas". Reciben su nombre del coleccionista y comerciante de metales Heuland.
La heulandita fue separada por primera vez de la stilbite por  August Breithaupt en 1818, y fue nombrado por él como "euzeolita" (que significa hermosa zeolita); de forma independiente, en 1822, H. J. Brooke llegó al mismo resultado, dándole el nombre de heulandite, en reconocimiento del coleccionista y comerciante de minerales Henry Heuland(1778-1856).

## Especies minerales
El término heulandita se corresponde con cinco minerales siguientes, antes considerados variedades y hoy aceptados por la Asociación Mineralógica Internacional como cinco especies distintas aunque estrechamente relacionadas:
- Heulandita-Ba con bario:[3] NaBa4(Si27Al9)O72·24H2O
- Heulandita-Ca con calcio:[4] NaCa4(Si27Al9)O72·24H2O
- Heulandita-K con potasio:[5] KCa4(Si27Al9)O72·24H2O
- Heulandita-Na con sodio:[5] (Na,Ca)6(Si,Al)36O72·24H2O
- Heulandita-Sr con estroncio:[5] NaSr4(Si27Al9)O72·24H2O

Además, entre estros cinco extremos se formarían series de solución sólida, dando una familia de minerales por sustituciones parciales de los cinco iones metálicos. El más abundante en estas series es el sodio.

## Aspecto
La heulandita aparece frecuentemente en forma de cristales tabulares de diferente grosor.

## Lugares donde se encuentra
Se puede encontrar en cavidades de rocas volcánicas (en basaltos) y en ocasiones en geiseres y filones hidrotermales, asociándose en ocasiones a la escolecita.